# Ivan Ollevier
Ivan Ollevier (Veurne, oktober 1960) is een Belgisch journalist en schrijver. Hij studeerde in 1983 af als licentiaat Germaanse filologie (Nederlands-Engels) aan de Rijksuniversiteit Gent. Van 1983 tot 1985 deed hij ter vervanging van zijn dienstplicht, burgerdienst bij het Masereelfonds. Tot 1987 werkte hij als freelanceredacteur onder meer voor Knack. In dat jaar werd hij regisseur-omroeper bij de toenmalige BRT 1-radio, nu Radio 1. In 1990 promoveerde hij bij de radio-omroep tot producer woord. Vanaf 1992 ging hij als algemeen verslaggever werken bij de nieuwsdienst van de BRT-televisie. Hij was bij de eerste lichting Terzake-journalisten en werd in 1998 specialist Verenigd Koninkrijk. Sinds 2005 brengt hij ook verslag over Nederland. 
Ollevier liet zich in de buitenlandverslaggeving meteen opmerken tijdens het vredesproces in Noord-Ierland, maar ook bij de aanslagen (Omagh, 1998) die dat proces probeerden te verstoren.

## Boeken
- De laatste communisten. Hun passies, hun idealen (Van Halewijck, Leuven, 1997)
- Intieme wraak. Dertig jaar burgeroorlog in Noord-Ierland (Atlas, Amsterdam, 2001)
- De man die nergens vandaan kwam. Tony Blair en New Labour (Atlas, Amsterdam, 2004)
- Monnik, boer, spion en hoer. Een scheve kijk op Engeland (Houtekiet, Antwerpen, 2014)
- Het gekroonde eiland. Het Verenigd Koninkrijk en de brexit (Houtekiet, Antwerpen, 2017)
- « De jaren van chaos. Berichten uit Brexitland » (Houtekiet, Antwerpen, 2021)

## Dichtbundels
- Land/Tong (PoëzieCentrum, Gent, 2012)
- Efemeriden (PoëzieCentrum, Gent, 1994)
- Residu (Nerudafonds, Brugge, 1988) (Bekroond met de Prijs voor Literatuur van de Stad Brussel)

- International Standard Name Identifier: 0000 0000 3393 8055
- Library of Congress Control Number: n98105090
- Nederlandse Thesaurus van Auteursnamen: 071645357
- Virtual International Authority File: 58401330
- WorldCat: E39PBJdWRMD8gDmrCyfvpKK68C